# Prefektura Ibaraki
Prefektura Ibaraki (jap. 茨城県 Ibaraki-ken) – prefektura położona w północnej części regionu Kantō, w Japonii. Jej stolicą jest miasto Mito. Ma powierzchnię 6 097,39 km². W 2020 r. mieszkało w niej 2 867 009 osób, w 1 181 598 gospodarstwach domowych  (w 2010 r. 2 969 770 osób, w 1 086 715 gospodarstwach domowych) .
Większa część (64%) obszaru prefektury znajduje się na terenie płaskim.

## Położenie
Prefektura leży na wschodnim wybrzeżu wyspy Honsiu na północny wschód od Tokio. Graniczy z  prefekturami: Chiba, Tochigi, Saitama i Fukushima.

### Miasta
Miasta leżące w prefekturze Ibaraki:

- Bandō
- Chikusei
- Hitachi
- Hitachinaka
- Hitachiōmiya
- Hitachiōta
- Hokota
- Inashiki
- Ishioka
- Itako
- Jōsō
- Kamisu
- Kasama
- Kashima
- Kasumigaura
- Kitaibaraki
- Koga
- Mito (stolica)
- Moriya
- Naka
- Namegata
- Omitama
- Ryūgasaki
- Sakuragawa
- Shimotsuma
- Takahagi
- Toride
- Tsuchiura
- Tsukuba
- Tsukubamirai
- Ushiku
- Yūki

### Miasteczka i wioski
- - Ibaraki
  - Ōarai
  - Shirosato
- Powiat Inashiki
  - Ami
  - Kawachi
  - Miho
- Powiat Kitasōma
  - Tone
- Powiat Kuji
  - Daigo
- Powiat Naka
  - Tōkai
- Powiat Sashima
  - Goka
  - Sakai
- Powiat Yūki
  - Yachiyo

## Podział administracyjny
1 stycznia 2021 w skład prefektury wchodziły 32 większe miasta (shi), 10 mniejszych (miasteczka, machi) i 2 wsie (gminy wiejskie, mura).
| Nazwa                                                | Nazwa            | Nazwa          | Powierzchnia (km²) | Ludność   | Kod jednostki | Powiat         | Mapa |
| Polska nazwa                                         | Rōmaji           | Kanji          | Powierzchnia (km²) | Ludność   | Kod jednostki | Powiat         | Mapa |
| ---------------------------------------------------- | ---------------- | -------------- | ------------------ | --------- | ------------- | -------------- | ---- |
| Ami                                                  | Ami-machi        | 阿見町         | 71,40              | 48 553    | 08443         | Inashiki       |      |
| Bandō                                                | Bandō-shi        | 坂東市         | 123,03             | 52 265    | 08228         |                |      |
| Chikusei                                             | Chikusei-shi     | 筑西市         | 205,30             | 100 753   | 08227         |                |      |
| Daigo                                                | Daigo-machi      | 大子町         | 325,76             | 15 736    | 08364         | Kuji           |      |
| Goka                                                 | Goka-machi       | 五霞町         | 23,11              | 8 093     | 08542         | Sashima        |      |
| Hitachi                                              | Hitachi-shi      | 日立市         | 225,86             | 174 508   | 08202         |                |      |
| Hitachinaka                                          | Hitachinaka-shi  | ひたちなか市   | 99,97              | 156 581   | 08221         |                |      |
| Hitachiōmiya                                         | Hitachiōmiya-shi | 常陸大宮市     | 348,45             | 39 267    | 08225         |                |      |
| Hitachiōta                                           | Hitachiōta-shi   | 常陸太田市     | 371,99             | 48 602    | 08212         |                |      |
| Hokota                                               | Hokota-shi       | 鉾田市         | 207,60             | 45 953    | 08234         |                |      |
| Ibaraki                                              | Ibaraki-machi    | 茨城町         | 121,58             | 31 401    | 08302         | Higashiibaraki |      |
| Inashiki                                             | Inashiki-shi     | 稲敷市         | 205,81             | 39 039    | 08229         |                |      |
| Ishioka                                              | Ishioka-shi      | 石岡市         | 215,53             | 73 061    | 08205         |                |      |
| Itako                                                | Itako-shi        | 潮来市         | 71,40              | 27 604    | 08223         |                |      |
| Jōsō                                                 | Jōsō-shi         | 常総市         | 123,64             | 60 834    | 08211         |                |      |
| Kamisu                                               | Kamisu-shi       | 神栖市         | 146,97             | 95 454    | 08232         |                |      |
| Kasama                                               | Kasama-shi       | 笠間市         | 240,40             | 73 173    | 08216         |                |      |
| Kashima                                              | Kashima-shi      | 鹿嶋市         | 106,02             | 66 950    | 08222         |                |      |
| Kasumigaura                                          | Kasumigaura-shi  | かすみがうら市 | 156,60             | 40 087    | 08230         |                |      |
| Kawachi                                              | Kawachi-machi    | 河内町         | 44,30              | 8 231     | 08447         | Inashiki       |      |
| Kitaibaraki                                          | Kitaibaraki-shi  | 北茨城市       | 186,79             | 41 801    | 08215         |                |      |
| Koga                                                 | Koga-shi         | 古河市         | 123,58             | 139 344   | 08204         |                |      |
| Miho                                                 | Miho-mura        | 美浦村         | 66,61              | 14 602    | 08442         | Inashiki       |      |
| Mito (stolica)                                       | Mito-shi         | 水戸市         | 217,32             | 270 685   | 08201         |                |      |
| Moriya                                               | Moriya-shi       | 守谷市         | 35,71              | 68 421    | 08224         |                |      |
| Naka                                                 | Naka-shi         | 那珂市         | 97,82              | 53 502    | 08226         |                |      |
| Namegata                                             | Namegata-shi     | 行方市         | 222,48             | 32 185    | 08233         |                |      |
| Ōarai                                                | Ōarai-machi      | 大洗町         | 23,89              | 15 715    | 08309         | Higashiibaraki |      |
| Omitama                                              | Omitama-shi      | 小美玉市       | 144,74             | 48 870    | 08236         |                |      |
| Ryūgasaki                                            | Ryūgasaki-shi    | 龍ケ崎市       | 78,59              | 76 420    | 08208         |                |      |
| Sakai                                                | Sakai-machi      | 境町           | 46,59              | 24 201    | 08546         | Sashima        |      |
| Sakuragawa                                           | Sakuragawa-shi   | 桜川市         | 180,06             | 39 122    | 08231         |                |      |
| Shimotsuma                                           | Shimotsuma-shi   | 下妻市         | 80,88              | 42 521    | 08210         |                |      |
| Shirosato                                            | Shirosato-machi  | 城里町         | 161,80             | 18 097    | 08310         | Higashiibaraki |      |
| Takahagi                                             | Takahagi-shi     | 高萩市         | 193,58             | 27 699    | 08214         |                |      |
| Tōkai                                                | Tōkai-mura       | 東海村         | 38,00              | 37 891    | 08341         | Naka           |      |
| Tone                                                 | Tone-machi       | 利根町         | 24,86              | 15 340    | 08564         | Kitasōma       |      |
| Toride                                               | Toride-shi       | 取手市         | 69,94              | 104 524   | 08217         |                |      |
| Tsuchiura                                            | Tsuchiura-shi    | 土浦市         | 122,89             | 142 074   | 08203         |                |      |
| Tsukubamirai                                         | Tsukubamirai-shi | つくばみらい市 | 79,16              | 49 872    | 08235         |                |      |
| Tsukuba                                              | Tsukuba-shi      | つくば市       | 283,72             | 241 656   | 08220         |                |      |
| Ushiku                                               | Ushiku-shi       | 牛久市         | 58,92              | 84 651    | 08219         |                |      |
| Yachiyo                                              | Yachiyo-machi    | 八千代町       | 58,99              | 21 026    | 08521         | Yūki           |      |
| Yūki                                                 | Yūki-shi         | 結城市         | 65,76              | 50 645    | 08207         |                |      |
| Prefektura Yamagata                                  | Ibaraki-ken      | 茨城県         | 6 097,39           | 2 867 009 | 08            |                |      |
| * Miasta (shi) nie znajdują się w żadnym z powiatów. |                  |                |                    |           |               |                |      |

## Tradycyjne rzemiosło[6]
- porcelana kasama[7] – produkowana w Kasama od II połowy XVIII w.
- kamienne latarnie ogrodowe makabe-tōrō – Sakuragawa
- luksusowa tkanina yūki-tsumugi, tkana jedwabnymi nićmi, o szorstkiej teksturze[8] – Yūki, Yachiyo, Shimotsuma, Chikusei
- papier japoński nishinouchi-washi[9], wytwarzany z wewnętrznej kory morwy papierowej (Broussonetia kazinoki × B. papyrifera) – Hitachiōmiya
- lalki bambusowe hitachi-take-ningyō – Hitachi
- wachlarze uchiwa – Hitachiōta
- drewniane obuwie geta – Yūki, Jōsō, Tsukubamirai